# گروه خطی عام
در ریاضیات، گروه خطی عام (به انگلیسی: General Linear Group) (که با نمادهای {\displaystyle \operatorname {GL} ({\it {{n},\mathbb {R} )}}} یا {\displaystyle \operatorname {GL} _{\it {n}}(\mathbb {R} )} نمایش داده می‌شود)، از درجه n، مجموعه تمام ماتریس‌های {\displaystyle n\times n} معکوس‌پذیر است که مجهز به عمل دوتایی ضرب ماتریسی می‌باشد. این ساختار تشکیل یک گروه می‌دهد، چرا که ضرب دو ماتریس معکوس‌پذیر مجدداً معکوس‌پذیر بوده و معکوس یک ماتریس معکوس‌پذیر نیز معکوس‌پذیر است، همچنین همانی این گروه، ماتریس همانی است. نامگذاری این گروه به دلیل مستقل خطی بودن ستون‌های ماتریس‌های معکوس‌پذیر است، بنابر این بردارها/نقاطی که تعریف می‌کنند، در موقعیت خطی عام قرار داشته و این ماتریس‌ها نقاطی که در موقعیت خطی عام قرار دارند را به نقاطی که در موقعیت خطی عام قرار دارند می‌برند.